# Thecopus
Thecopus is een geslacht van orchideeën uit de onderfamilie Epidendroideae.
Het zijn epifytische of terrestrische planten uit de laaglandwouden van Zuidoost-Azië en Malesië.

## Naamgeving en etymologie
De botanische naam Thecopus is afkomstig van Oudgrieks θήκη, thēkē (kist) en πούς, pous (voet), naar het nectarium aan de voet van het gynostemium.

## Kenmerken
Thecopus-soorten zijn kleine, epifytische of terrestrische planten. Ze bezitten een afgeplat eivormige pseudobulb en een enkel lancetvormig tot lijnlancetvormig blad. De bloeiwijze is een tot 12,5 cm lange bloemtros met ongeveer 10 bloemen.
De bloemen zijn tot 3 cm groot, geresupineerd, met groen en bruine kelk- en kroonbladen en een tweekleurig wit en paarse bloemlip met een donker callus.

## Soorten
Het geslacht omvat twee soorten.
- Thecopus maingayi (Hook.f.) Seidenf. (1983 publ. 1984)
- Thecopus secunda (Ridl.) Seidenf. (1983 publ. 1984)